# Censimento nazionale delle edizioni italiane del XVI secolo
Der Censimento nazionale delle edizioni italiane del XVI secolo (zu deutsch Nationale Bestandsaufnahme der italienischen Ausgaben des 16. Jahrhunderts), abgekürzt EDIT 16, ist die retrospektive Nationalbibliographie Italiens für den Publikationszeitraum von 1501 bis 1600. Der Katalog erfasst Titel, die in jener Periode auf italienischem Boden in jeder Sprache gedruckt wurden, und Ausgaben, die im Ausland auf Italienisch erschienen. EDIT 16 ist kein bloßer Metakatalog, der bestehende Verzeichnisse virtuell bündelt; jedes Druckwerk wird vielmehr von Bibliothekaren nach dem Autopsieprinzip persönlich in Augenschein genommen und indexiert. Der Datensatz ist nach Titel, Autor, Verleger und Druckerzeichen durchsuchbar, die wiederum jeweils in zahlreiche weitere Suchfelder aufgefächert sind.
EDIT 16 enthält rund 70.000 verschiedene Titel  und rund 25.650 Autoren, 5.700 Drucker und Verleger, 2.590 Druckerzeichen sowie den Zugang zu 65.900 Abbildungen (Stand September 2018). Zum Abschluss der Bibliographierung wird mit einer Gesamtzahl von 80.000 Titeln gerechnet. An der Erfassung der Daten sind 1.586 Bibliotheken beteiligt, darunter die Biblioteca Apostolica Vaticana, die British Library und die Genfer Fondation Barbier-Mueller pour l’étude de la poésie italienne de la Renaissance.